# Гней Корнелій Лентул (квестор)
Гней Корнелій Лентул (лат. Gnaeus Cornelius Lentulus; 54 до н. е. — після 24 до н. е.) — політичний діяч Римської республіки, квестор 29 року до н. е.

## Життєпис
Походив з патриціанського роду Корнеліїв Лентулів. Син Гнея Корнелія Лентула, префекта флоту на Сицилії в 30-х роках до н. е. Про молоді роки мало відомостей. Був прихильником Октавіана Августа. Брав участь у битві при Акціумі у 31 році до н.е. У 29 році до н. е. призначено квестором в Ахайї. Остання згадка про Лентула датується 24 роком до н. е.

## Родина
- Косс Корнелій Лентул, консул 1 року до н. е.
- Публій Корнелій Лентул Сципіон, консул-суффект 2 року
- Сервій Корнелій Лентул Малуген, консул-суффект 10 року